# Юкон (територия)
Вижте пояснителната страница за други значения на Юкон.
Ю̀кон (YT; на английски: Yukon) е федерална територия в Северна Канада.
Намира се в крайния северозапад на страната. Формата на територията напомня правоъгълен триъгълник с граници Аляска (на запад), Северозападни територии (на изток), Британска Колумбия (на юг) и морето Бофорт (на север).
Едноименната река Юкон преминава през значителна част от територията, като богатството от водни ресурси се допълва и от няколко други реки - Стюърд, Пийл и особено в Южен Юкон, както и от много големи алпийски езера, които се пълнят от топенето на ледниците - Алтин, Тагиш, Марш. Има и няколко национални парка, като Националният парк-резерват „Клуан“ е под закрилата на ЮНЕСКО като обект на световното природно наследство.
Планинският връх Лоуган (5959 m) е най-високият в Канада и вторият по височина в Северна Америка.
Климатът в Юкон е арктичен в най-северната част, субарктичен в централната част между Уайтхорс и Олд Кро и умереноконтинентален на юг от Уайтхорс и близо до Британска Колумбия.
Има площ от 482 443 квадратни километра и население от около 31 000 души. Столицата му е Уайтхорс с население 23 272 души.

### Официални езици
Официалните езици в Юкон са 2 – английски и френски, единствените, които се използват в съда. Малък процент от населението говори аборигенски диалекти, някои от които са много редки.

### Икономика
Традиционно федералната територия е място за добив на сребро, олово, цинк, мед и злато. След като правителството придобива територията от Хъдсънс Бей Къмпани през 1870 г. и я отделя от Западните територии през 1898 г., хилядите придошли златотърсачи правят наложително обособяването на района като административна единица. Това е интересен период в историята, обрисуван в творби на Робърт Сървис и Джек Лондон, а по-късно и в други произведения на изкуството. Спомените от годините на Златната треска (1897 – 1899), Клондайк и първите години от създаването на Канадската кралска полиция, обезсмъртена също в произведения на изкуството – филми, комикси, комедийни шоута, са понастоящем основните причини за туризъм в региона.

### Туризъм
Природните красоти и местата за развлечение, необятните възможности за ски-спорт, лов, риболов и водни спортове правят туризма втория по важност сектор в икономическо отношение. Наблюдаването на природата и животинския свят в непосредствена близост кара много туристи да превърнат това в хоби. Освен това географската ширина позволява наблюдаването на Северното сияние.

### Популярна култура
Спортът е област, в която аборигенското начало проличава най-много. Модерният комикс-герой Юкон Джак е обрисуван като героичен абориген.
Актьорът Лесли Нилсен е роден в Юкон.